# Saint-Denis-de-Gastines
Saint-Denis-de-Gastines település Franciaországban, Mayenne megyében. Lakosainak száma 1440 fő (2022. január 1.). Saint-Denis-de-Gastines Brecé, Carelles, Châtillon-sur-Colmont, Colombiers-du-Plessis, Ernée, Larchamp, Montaudin, Montenay és Vautorte községekkel határos.

## Népesség
A település népessége az elmúlt években az alábbi módon változott:
| Lakosok száma | 2048 | 1789 | 1721 | 1685 | 1607 | 1591 | 1509 | 1447 | 1429 | 1440 |
|               | 1968 | 1982 | 1990 | 2006 | 2013 | 2015 | 2017 | 2019 | 2020 | 2022 |